# 135A busz (Budapest)
A budapesti 135A jelzésű autóbusz egy körjárat a XXIII. kerületben, a Tárcsás utcai vasúti átjáró ideiglenes egyirányúsítása idején. Kijelölt végállomása a Szentlőrinci úti lakótelep buszvégállomás. Az autóbuszjáratot díjmenetesen lehetett igénybe venni. A viszonylatot a Budapesti Közlekedési Zrt. üzemeltette.

## Története
A Soroksár-buszt felváltó 135-ös és a 135A jelzésű járatot 2014. január 1-jén indították Soroksár, Millenniumtelep és Soroksár, Kertvárosi körút, illetve Soroksár, Auchan áruház között. A 135A csak az Auchan áruház zárva tartása alatt járt. Az új járatokat díjmentesen lehetett igénybe venni. 2015-ben az áruházak vasárnapi zárva tartásának kötelező bevezetésével az alapjárattól eltérő üzemidőben közlekedő, áruházakat nem érintő betétjáratok önálló jelzése megszűnt, így a 135A helyett március 15-étől rövidített 135-ös buszok indultak. Utolsó üzemnapja 2015. január 1. volt.
2023. július 17-étől a Tárcsás utcai vasúti átjáró részleges lezárása miatt a 135-ös busz terelt útvonalon, a Könyves utcai szakasz érintése nélkül közlekedik. Július 20-án 135A jelzéssel ideiglenes járat indult a kiesett szakasz buszforgalmának ellátására, amivel elérhető többek között a Jahn Ferenc Kórház, valamint a Pesterzsébeti temető is. Az autóbuszok munkanapokon napközben, valamint szombaton délelőttönként közlekednek 60 percenként. A 135-öshöz hasonlóan ez a viszonylat is díjmentesen igénybe vehető.

## Útvonala
| Szentlőrinci úti lakótelep → Erzsébeti temető → Szentlőrinci úti lakótelep |
| --- |
| Szentlőrinci úti lakótelep vá. – Szent László utca – Újtelep út – Köves út – Tartsay utca – Külső Vörösmarty utca – Vörösmarty utca – Előd utca – Vágóhíd utca – Alsóhatár út – Könyves utca – Csillag utca – Wekerle Sándor utca – Zománc utca – Könyves utca – Szentlőrinci út – Köves út – Tartsay utca – Szent László utca – Szentlőrinci úti lakótelep vá. |

## Megállóhelyei
| 0  | Szentlőrinci úti lakótelep induló végállomás |                                   |
| 0  | Szent László utca / Újtelepi út              | 35, 123, 123A, 135, 224, 224E     |
| 1  | Dinnyehegyi út                               | 35, 123, 123A, 135, 224, 224E     |
| 2  | Maros utca                                   | 35, 123, 123A, 135, 224, 224E     |
| 3  | Mesgye utca                                  | 35, 36, 123, 123A, 135, 224, 224E |
| 4  | Jahn Ferenc Kórház                           | 35, 36, 123, 123A, 135, 224, 224E |
| 6  | Szent László utca                            | 36, 135                           |
| 7  | Erzsébeti temető                             | 36, 135                           |
| 8  | Előd utca                                    | 2B, 52 36, 135                    |
| 9  | Előd utca                                    | 36, 135                           |
| 10 | Alsó határút                                 |                                   |
| 11 | Gombosszeg köz                               |                                   |
| 13 | Könyves utca                                 |                                   |
| 17 | Írisz utca                                   | 36                                |
| 18 | Mesgye utca                                  | 35, 36, 123, 123A, 135, 224, 224E |
| 19 | Jahn Ferenc Kórház                           | 35, 36, 123, 123A, 135, 224, 224E |
| 21 | Szent László utca / Tartsay utca             | 36, 135                           |
| 22 | Szentlőrinci úti lakótelep érkező végállomás | 35, 123, 123A, 224, 224E          |